# Ljudmila Rogačëva
Ljudmila Vasil'evna Rogačëva (in russo Людмила Васильевна Рогачёва?; Ladovskaja Balka, 30 ottobre 1966) è un'ex mezzofondista russa, fino al 1991 sovietica.

## Progressione

### 800 metri
| Stagione  | Risultato | Luogo       | Data      | Rank. Mond. |
| --------- | --------- | ----------- | --------- | ----------- |
| 2000      | 2'00"52   | Yokohama    | 9-9-2000  |             |
| 1996-1999 | -         | -           | -         | -           |
| 1995      | 1'58"70   | Zurigo      | 16-8-1995 |             |
| 1995      | 1'58"70   | Nizza       | 12-7-1995 |             |
| 1994      | 2'01"39   | Saint-Denis | 10-6-1994 |             |
| 1993      | 1'58"33   | Losanna     | 7-7-1993  |             |
| 1989-1992 | -         | -           | -         | -           |
| 1988      | 1'56"82   | Pärnu       | 13-7-1988 |             |

### 1500 metri
| Stagione  | Risultato | Luogo           | Data      | Rank. Mond. |
| --------- | --------- | --------------- | --------- | ----------- |
| 2002      | 4'09"54   | Čeboksary       | 11-7-2002 |             |
| 2001      | -         | -               | -         | -           |
| 2000      | 4'01"73   | Tula            | 26-7-2000 |             |
| 1999      | 4'04"19   | Tula            | 1-8-1999  |             |
| 1997-1998 | -         | -               | -         | -           |
| 1996      | 4'02"38   | San Pietroburgo | 4-7-1996  |             |
| 1995      | 4'05"16   | Mosca           | 18-6-1995 |             |
| 1994      | 4'02"40   | San Pietroburgo | 16-7-1994 |             |
| 1993      | 4'05"77   | Mosca           | 20-6-1993 |             |
| 1992      | 3'56"91   | Barcellona      | 8-8-1992  |             |
| 1991      | 4'02"72   | Tokyo           | 1-8-1991  |             |
| 1990      | 4'03"07   | Kiev            | 7-7-1990  |             |
| 1989      | 4'07"5 m  | Rostov sul Don  | 3-6-1989  |             |
| 1988      | 4'04"29   | Kiev            | 28-1988   |             |
| 1987      | 4'08"10   | Brjansk         | 17-7-1987 |             |

## Palmarès
| Anno                     | Manifestazione         | Sede                   | Evento                 | Risultato              | Prestazione            | Note                   |
| Per l'Unione Sovietica   | Per l'Unione Sovietica | Per l'Unione Sovietica | Per l'Unione Sovietica | Per l'Unione Sovietica | Per l'Unione Sovietica | Per l'Unione Sovietica |
| ------------------------ | ---------------------- | ---------------------- | ---------------------- | ---------------------- | ---------------------- | ---------------------- |
| 1989                     | Universiadi            | Duisburg               | 1500 metri             | Bronzo                 | 4'15"11                |                        |
| 1991                     | Mondiali indoor        | Siviglia               | 1500 metri             | Oro                    | 4'05"09                |                        |
| 1991                     | Mondiali               | Tokyo                  | 1500 metri             | Bronzo                 | 4'02"72                |                        |
| Per la Squadra Unificata |                        |                        |                        |                        |                        |                        |
| 1992                     | Giochi olimpici        | Barcellona             | 1500 metri             | Argento                | 3'56"91                |                        |
| Per la Russia            |                        |                        |                        |                        |                        |                        |
| 1993                     | Mondiali               | Stoccarda              | 1500 metri             | 13ª                    | 4'12"12                |                        |
| 1994                     | Europei indoor         | Parigi                 | 1500 metri             | Argento                | 4'06"60                |                        |
| 1994                     | Europei                | Helsinki               | 800 metri              | Bronzo                 | 1'58"69                |                        |
| 1994                     | Europei                | Helsinki               | 1500 metri             | Oro                    | 4'18"93                |                        |
| 1995                     | Mondiali               | Göteborg               | 1500 metri             | 9ª                     | 4'07"83                |                        |
| 1996                     | Giochi olimpici        | Atlanta                | 1500 metri             | elim. semif.           | 4'14"54                |                        |
| 1999                     | Mondiali               | Siviglia               | 1500 metri             | elim. qualif.          | 4'05"72                |                        |
| 2000                     | Giochi olimpici        | Sydney                 | 1500 metri             | elim. semif.           | 4'09"18                |                        |

## Altre competizioni internazionali
1993
- 4ª alla IAAF Grand Prix Final ( Londra), miglio - 4'28"2

1994
- 7ª alla IAAF Grand Prix Final ( Parigi), 1500 metri - 4'06"18

1995
- 7ª alla IAAF Grand Prix Final ( Monaco), 800 metri - 1'59"8